# Prince Charles Strait
Die Prince Charles Strait (englisch, in Argentinien Pasaje Príncipe Carlos) ist eine 8 km breite Meerenge im Archipel der Südlichen Shetlandinseln. Sie trennt Cornwallis Island von Elephant Island.
Diese Passage ist Robbenjägern mindestens seit 1821 bekannt. Die erste verbriefte Durchfahrung gelang der Porpoise im Jahr 1893 bei der United States Exploring Expedition (1838–1842) unter der Leitung des US-amerikanischen Polarforschers Charles Wilkes. Im Dezember 1948 erfolgten durch den Falkland Islands Dependencies Survey Tiefenlotungen von Bord der Schiffe John Biscoe und Sparrow. Namensgeber war der in diesem Jahr geborene britische Prinz Charles, der heutige König Charles III. (* 1948).